# 雪崩

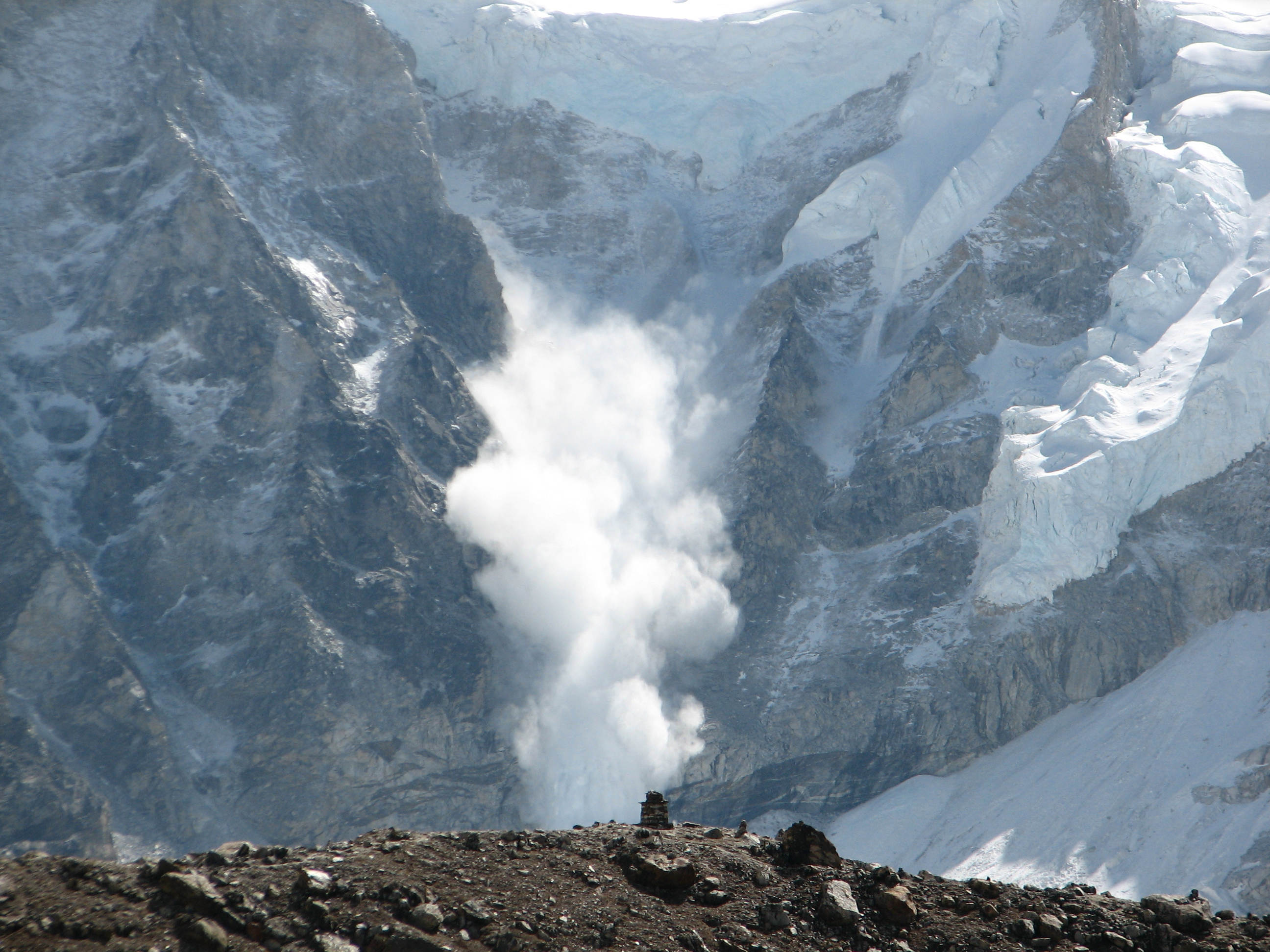
雪崩

雪崩，是在雪山中常有的自然災害，是指大量的雪由斜坡表面上快速滑動下來，產生原因通常是積雪處於一種「危險」的平衡狀態下，如果稍微有外力作用，就會失去平衡，造成雪塊滑動，進而引起更多積雪運動，使大量的積雪瞬間傾盆而下；附近的人及村莊往往不能倖免。
雪崩一般而言是由某一區域的積雪重量超過其強度所成（板状雪崩，slab avalanche），但也有時是是因為積雪漸漸的變寬所造成（鬆雪崩，loose snow avalanche）。雪崩在開始後，其速度會迅速的變快，也會帶走路徑上的雪，因此其重量及體積也會越來越大。若雪移動的夠快，雪可能會混合一些空氣，形成粉末狀的雪崩，是一種密度流。
有關雪崩有許多的分類方式，但還沒有一種廣為接受的分類，會因為不同的目的而為雪崩做不同的分類。雪崩可以用其大小、破壞力、啟動機制、組成及動態特性來描述。
第一次世界大战期间，约有40000至80000名士兵在参与意大利战役的过程中死于阿尔卑斯山的雪崩，这场雪崩是由炮火引发的。

## 引發原因
雪崩产生的原因有很多。一场雪崩往往是多个外部因素综合产生的。强烈的阵风会吹动山上的雪，不断累积的重量会导致雪板斷裂，雨水或阳光会让雪变软，自然或人为的声音对雪体的震动作用。也有人认为，部分雪崩是因为全球变暖导致的。

## 种类

### 雪板雪崩
多发生于69至87度的开放坡面上。冻结的雪形成一定厚度的冰层。冰层下方可能会是一个空洞的空间。在受到外力作用的情况下，这样的冰层很可能会坍塌。

### 鬆雪塌陷
在更陡峭的山坡上，松散的积雪下面可能会有一定的空间。这样的积雪在受力的情况下会发生塌陷。

### 湿雪下滑
一般发生在30度以上的雪坡。有一定湿度和重量的积雪因为没有完全冻结，在外部因素影响下向下坡方向下冲。

### 冰崩
由冰川运动及外界温度上升有关。融化的冰块移动的同时，会带动上面的积雪移动。

## 動態變化
板狀雪崩只要一形成，在雪往下移動時，其板狀雪塊會形成越來越小的碎片。若板狀雪塊外層的碎片夠小時，外層（稱為躍移層）會出現類似流體的特性。當有夠多的小顆粒出現時，這些小顆粒會在空中傳播，若這類的粒子多到一定程度，即為粉雪崩，粉雪崩會和板狀雪崩的本體分離，而且其行經路徑會比板狀雪崩更長。在1999年加爾蒂雪崩時，科學家利用雷達驗證了在板狀雪塊表面和空中傳播的顆粒中間會形成躍移層的假設，而且躍移層也會和板狀雪塊表面分離。
驅動雪崩下移的力量是其重量延著斜坡方向的分量。在發生雪崩時，其路徑上不穩定的雪也會加入雪崩之中，因此其整體重量更大。若斜坡坡度變大，其分量也會越大，反之，若斜坡變平緩，分量也會越小甚至消失。雪崩下移的阻力是由許多互相影響的因素組成：雪和其下方表面的摩擦力，雪和其上方空氣的摩擦力，雪崩前緣的流體動力阻力，雪和經過空氣之間的剪阻力，各層雪之間的剪阻力，若阻力已經超過重量延著斜坡方向的分量，雪崩就會停止加速。

### 建模
早在二十世紀初，科學家就已試著針對雪崩的行為建模，最著名的是Lagotala博士為了霞慕尼1924年冬季奥林匹克运动会的準備。他的方式後來由Voellmy繼續發展，最後在1995年發表在《論雪崩的破壞力》（Ueber die Zerstoerungskraft von Lawinen）中。
Voellmy用了一個簡單的經驗公式，將雪崩視為是一團滑行的雪，其阻力和雪速度的平方成正比：
{\displaystyle {\textrm {Pref}}={\frac {1}{2}}\,{\rho }\,{v^{2}}\,\!}
他和當時的科學家考慮了其他的效應，其Voellmy-Salm-Gubler模型和Perla-Cheng-McClung模型成為非粉狀雪崩的簡單模型。
自1990年起提出了許多複雜的模型。在歐洲大部份這類的研究都是SATSIE贊助的SATSIE（歐洲雪崩研究及模型驗證）研究計劃的一部份，SATSIE也產生了雪崩前緣的MN2L模型，在法國的雪崩救援服務中使用，而D2FRAM（Dynamical Two-Flow-Regime Avalanche Model）在2007年時仍在進行認可。其他已知的模型有SAMOS-AT的雪崩模擬軟體及RAMMS軟體。

## 危害

### 登山运动
雪崩对登山运动往往是致命的。登山者可能会被大雪冲走，被埋，甚至死于雪崩产生的大型气浪。

### 居民
大型雪崩会掩埋山下居民的房屋，甚至活埋当地居民。

## 雪崩危险和规模分级

### 欧洲雪崩風險分级
歐洲雪崩的風險會以以下的標準來分級，此標準是在1993年導入，取代原來各國不一致的標準。其說明已在2003年5月修改過，以增強其一致性。
法國大部份有人死亡的雪崩都是風險等級3和4的，在瑞士大部份有人死亡的雪崩都是風險等級2和3的，一般認為這是各國在評量風險時的差異所造成。
| 風險分级   | 雪的穩定程度                                     | 旗號 | 雪崩風險                                                                                                 |
| ---------- | ------------------------------------------------ | ---- | --- |
| 1 - 低     | 雪非常的穩定                                     |      | 除非在一些非常陡坡上的雪加上大負載，不然不會出現雪崩，若有自發性雪崩，只會是小型的雪崩，一般而言是安全的 |
| 2 - 受限   | 在一些陡坡上的雪只是臨界穩定，其他地方的雪很穩定 |      | 只有在雪上加上大負載時會出現雪崩，特別是在一些較陡的坡上。多半不會有大型的自發性雪崩                     |
| 3 - 中等   | 在許多陡坡上的雪只是臨界穩定                     |      | 即使只在雪上增加較小的負載，許多山坡都會出現雪崩。一些地區可能會出現中大型的自發性雪崩                   |
| 4 - 高     | 在大部份陡坡上的雪都不穩定                       |      | 即使只增加較小的負壓，許多山坡都會出現雪崩。一些地區可能會出現中大型的自發性雪崩                         |
| 5 - 非常高 | 雪非常的不穩定                                   |      | 甚至在平緩的山坡上，都可能會發生許多大型的雪崩                                                           |

穩定性：一般會在雪崩公告中有更進一步的描述（和高度、雪崩類型、地區有關）
額外的負載：
- 重載：兩個或多個沒有隔開的划雪者，一個遠足或爬山的人，压雪车，崩坍氣浪
- 輕載：一個划雪者，一群彼此之間距離至少十公尺的划雪者，一個穿雪鞋的人

坡度：
- 缓坡：角度小於30°
- 陡坡：角度大於30°
- 爬陡坡：角度大於35°
- 特爬陡坡：角度大於40°

### 欧洲雪崩规模分级
| 规模       | Runout                                                                  | 潜在破坏                                                                 | 实际规模                    |
| ---------- | ----------------------------------------------------------------------- | ------------------------------------------------------------------------ | --------------------------- |
| 1 - 小滑雪 | 不可能掩埋一个人的小滑雪，但有跌落的危险。                              | 不太可能发生雪崩，但有潜在的危险可以伤害人或致命。                       | 长度<50 m 体积<100 m³       |
| 2 - 小     | 滑落至半坡处停止。                                                      | 可能掩埋，伤害或杀害一个人。                                             | 长度<100 m 体积<1,000 m³    |
| 3 - 中     | 滑落直到坡底。                                                          | 可能掩埋和摧毁一辆小轿车，毁坏一辆卡车，摧毁小型建筑，或是压断一些树木。 | 长度<1,000 m 体积<10,000 m³ |
| 4 - 大     | 下滑并覆盖坡底平地（雪坡坡度远远少于30°）至少50米，有可能到达峡谷底端。 | 可能掩埋和摧毁大卡车和火车，大型建筑或是大片林地。                       | 长度>1,000 m 体积>10,000 m³ |

### 北美的雪崩规模分级

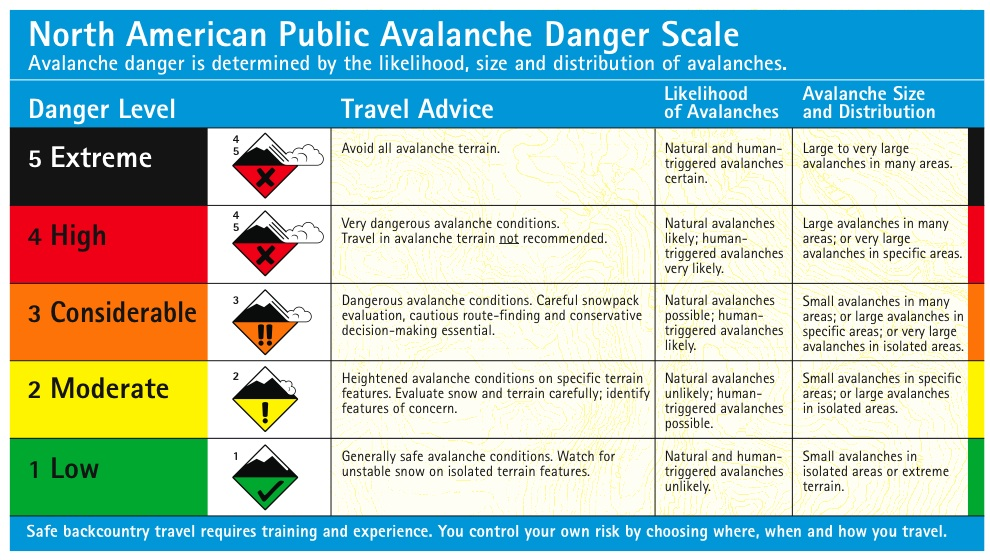
北美的雪崩规模分级

在美國及加拿大，會依以下的雪崩规模分级。敘述依國家而不同。

### 加拿大雪崩规模分级
加拿大雪崩规模分级是根据雪崩的后果划分的。实际运用时，常会出现半级（如1.5级）。
| 规模 | 潜在破坏性                                                               |
| ---- | ------------------------------------------------------------------------ |
| 1    | 对人相对无害。                                                           |
| 2    | 可能掩埋，伤害或杀害一个人。                                             |
| 3    | 可能掩埋和摧毁一辆小轿车，毁坏一辆卡车，摧毁小型建筑，或是压断一些树木。 |
| 4    | 可能摧毁火车，大卡车，多栋建筑，或是最多至4公顷面积的林地。              |
| 5    | 已知最大的雪崩。可能摧毁村庄或是40公顷林地。                             |

### 美国雪崩规模分级
美国报告雪崩规模时，根据相对于雪崩行进路径长度，将雪崩规模划分为5个级别。但因为分级是相对于路径的，如果不了解雪崩路径信息，仅仅知道雪崩分级数字是没有太大意义的。
| 规模 | 潜在破坏性                                        |
| ---- | ------------------------------------------------- |
| 1    | 小型雪崩或坡面滑行距离小于50米（150英尺）的雪崩。 |
| 2    | 小，相对于雪崩路径长度。                          |
| 3    | 中，相对于雪崩路径。                              |
| 4    | 大，相对于雪崩路径。                              |
| 5    | 重大的或最大的，相对于雪崩路径。                  |

### Rutschblock測試
雪崩的危害分析可以用Rutschblock測試來確認（Rutsch在德文中是滑動）。在雪坡挖掉二公尺寬，一公尺深的雪，在挖掘位置上方以七個不同的方式，漸進的增加重量，最後會得到雪坡穩定性的結果。

## 外部連結
- 山坡崩瀉 SLOPE FAILURE （页面存档备份，存于）
- Yahoo!奇摩知識+：為什麼會有雪崩?[]
- 雪崩：突然袭击的“白色杀手”
- 发生雪崩时的躲避与逃生
- The Avalanche Education Project
- Surviving an Avalanche - A guide for children and youth （页面存档备份，存于）
- Avalanche Awareness （页面存档备份，存于）
- Avalanche Defense Photographs （页面存档备份，存于）
- Canadian Avalanche Association （页面存档备份，存于）
- CBC Digital Archives – Avalanche! （页面存档备份，存于）
- Colorado Avalanche Information Center （页面存档备份，存于）
- Center for Snow and Avalanche Studies （页面存档备份，存于）
- EAWS - European Avalanche Warning Services
- Directory of European avalanche services
- Swiss Federal Institute for Snow and Avalanche Research
- sportscotland Avalanche Information Service （页面存档备份，存于）
- Chisholm, Hugh (编). .  (第11版). London: Cambridge University Press. 1911. But note the myths cited above
- Evidence of heuristic traps in recreational avalanche accidents[] by Ian McCammon, National Outdoor Leadership School, Lander, WY, USA
- Utah Avalanche Center （页面存档备份，存于）
- New Zealand Avalanche Centre （页面存档备份，存于）
- Gulmarg Avalanche Center*US Avalanche.org（页面存档备份，存于）
- Sierra Avalanche Center (Tahoe National Forest) （页面存档备份，存于）